# كأس الجامعة التونسية للكرة الطائرة للرجال 2022–23
كأس الجامعة التونسية للكرة الطائرة للرجال 2022–23 هو الموسم رقم 3 من كأس الجامعة التونسية للكرة الطائرة للرجال.
فاز بهذا الموسم المولدية الرياضية ببوسالم إثر فوزها في النهائي على سعيدية سيدي بوسعيد بنتيجة ثلاث أشواط لصفر تفصيلها (23/25 و 26/28 و 29/31) في المباراة التي جمعت الفريقين يوم 23 أبريل 2023 في القاعة الرياضية عمار الدخلاوي بسيدي بوسعيد، وتشرف على تنظيمها الجامعة التونسية للكرة الطائرة.

## روابط خارجية
- الموقع الرسمي للجامعة التونسية للكرة الطائرة.